# Ялык
Ялык — река в Удмуртии, левый приток Кырыкмаса.
Длина реки — 10 км. Протекает на слабозаселённом крайнем юго-востоке республики (населённых пунктов в бассейне реки нет). Исток на территории Каракулинского района в 4,5 км к юго-востоку от села Малые Калмаши. Нижняя часть течения проходит по территории Сарапульского района. Впадает в Кырыкмас в 4,5 км к северо-востоку от упомянутого села. В бассейне ведётся добыча нефти (Ельниковское месторождение).

## Данные водного реестра
По данным государственного водного реестра России относится к Камскому бассейновому округу, водохозяйственный участок реки — Иж от истока и до устья, речной подбассейн реки — бассейны притоков Камы до впадения Белой. Речной бассейн реки — Кама.
Код объекта в государственном водном реестре — 10010101212111100027354.